# Кособуды
Кособуды (пол. Kosobudy) — деревня в Замойском повете Люблинского воеводства Польши. Находится примерно в 16 км к юго-западу от центра города Замосць. Входит в состав гмины Звежинец.

## История
Прежние названия деревни Кособуды: Косопа, Косзопути. Кособуды — одна из старейших деревень в этой части Розточе. Впервые населённый пункт был упомянут в 1398 году в акте передачи Щебжеского имения Димитром Горайским своим племянникам. В 1593 году деревня вместе с имением Щебжешин вошла в состав поместья Замосць, купленного Яном Замойским.
В конце 19 века в Кособудах проживало 400 человек.
С 1975 по 1998 год деревня Кособуды входила в состав Замойского воеводства.

## География
Деревня находится в Люблинском воеводстве, Замойском повете, на территории гмины Звежинец. Расположена в Розточаньском национальном парке. Высота над уровнем моря — 249 метров.
Расстояние до центра гмины, города Звежинец, составляет около 9 километров.

## Население
По данным переписи 2011 года, население деревни составляло 424 человека (из них 216 мужчин и 208 женщин).
Демографическая структура по состоянию на 31 марта 2011 года:
|         | Всего | До трудоспособного возраста | Трудоспособного возраста | Старше трудоспособного возраста |
| ------- | ----- | --------------------------- | ------------------------ | ------------------------------- |
| Мужчины | 216   | 39                          | 150                      | 27                              |
| Женщины | 208   | 46                          | 103                      | 59                              |
| Всего   | 424   | 85                          | 253                      | 86                              |